# Sulcoptinus gomyi
Sulcoptinus gomyi là một loài bọ cánh cứng trong họ Ptinidae. Loài này được Bellés miêu tả khoa học năm 1988.